# Pingasa lariaria
Pingasa lariaria là một loài bướm đêm trong họ Geometridae.